# Sawah Besar
Sawah Besar è un sottodistretto (in indonesiano: kecamatan) di Giacarta Centrale, in Indonesia.

## Suddivisioni
Il sottodistretto è suddiviso in cinque villaggi amministrativi (in indonesiano: kelurahan):
- Pasar Baru
- Gunung Sahari Utara
- Mangga Dua Selatan
- Karang Anyar
- Kartini